# Metriochroa latifoliella
Metriochroa latifoliella là một loài bướm đêm thuộc họ Gracillariidae. Nó được tìm thấy ở Mediterranean Region.
Ấu trùng ăn Olea europaea, Phillyrea agustifolia và Phillyrea latifolia. Chúng ăn lá nơi chúng làm tổ. The mine consists of a corridor that makes a loop through the entire leaf. It is very narrow ở đó nó begins, becoming quite wide in the end. There are large amounts of frass và only the margins remain free of frass và are transparent. Pupation takes place in a silken cocoon at the end of the mine.